# Lyssomanes robustus
Lyssomanes robustus är en spindelart som först beskrevs av Władysław Taczanowski 1878.  Lyssomanes robustus ingår i släktet Lyssomanes och familjen hoppspindlar. Inga underarter finns listade i Catalogue of Life.